# Tratado de Amizade e Cooperação entre Portugal e Espanha (2021)
O Tratado de Amizade e Cooperação entre Portugal e Espanha (em castelhano:  Tratado de Amistad y Cooperación entre España y Portugal) foi um tratado bilateral, assinado entre a República Portuguesa e o Reino de Espanha a 28 de outubro de 2021, com o objetivo de atualizar o acordo anterior, de 1977, dando continuidade aos laços de amizade e solidariedade entre os dois países europeus.